# تسرع القلب الوصلي المنتبذ

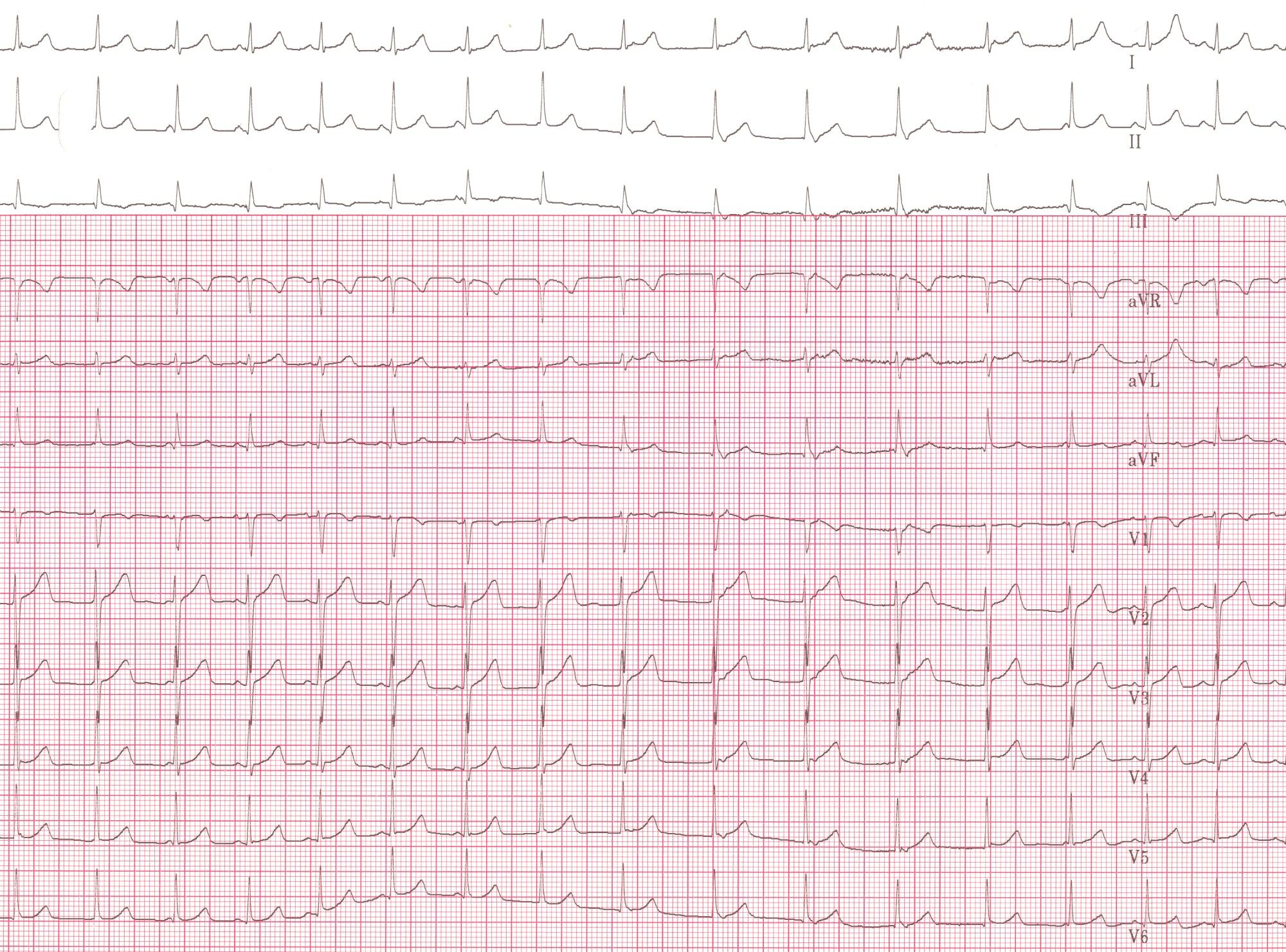

تسرع القلب الوصلي المنتبذ (بالإنجليزية: Junctional ectopic tachycardia)‏ هو متلازمة قلبية نادرة تظهر في المرضى الذين يتعافون من جراحة القلب. حيث يتميز تسرع القلب الوصلي المنتبذ بعدم انتظام ضربات القلب الناجمة عن التوصيل غير الطبيعي من أو من خلال العقدة الأذينية البطينية. ويُمكن أن يشار للمرض في حديثي الولادة والرضع حتى 6 أسابيع من العمر باسم تسارع قلب حزمة هيس.

## الفيزيولوجيا المرضية
في الأفراد الطبيعيين، يبدأ النشاط الكهربائي في القلب في العقدة الجيبية الأذينية (الموجودة في الأذين الأيمن)، وينتشر إلى العقدة الأذينية البطينية (AV)، ثم من خلال حزمة القلب إلى البطين.
تعمل العقدة الأذينية البطينية كحارس بوابة، ما يحد من النشاط الكهربائي الذي يصل إلى بطينات القلب. هذه الوظيفة للعقدة الأذينية البطينية مهمة، لأنه إذا زادت الإشارات المتولدة في الأذينين في القلب (كما يحدث أثناء الرجفان الأذيني أو الرفرفة الأذينية)، فإن العقدة الأذينية البطينية ستحد من النشاط الكهربائي الذي ينقل إلى البطينين. على سبيل المثال، إذا نشط الأذينان كهربائيًا بمعدل 300 نبضة في الدقيقة، فإن نصف تلك النبضات الكهربائية تكبت بواسطة العقدة الأذينية البطينية، بحيث ينشط البطينان بمعدل 150 نبضة في الدقيقة (مع إعطاء نبض قدره 150 نبضة في الدقيقة). خاصية أخرى مهمة للعقدة الأذينية البطينية هي أنها تبطئ النبضات الكهربائية الفردية. يتجلى هذا في مخطط كهربية القلب باعتباره فترة PR، وهي أقل من 200 مللي ثانية تقريبًا، والوقت من تنشيط الأذينين (يظهر كموجة P) وتنشيط البطينين (يظهر كمركب QRS).
يعاني الأفراد المصابون بـ JET من دائرة قصر في قلبهم، إذ تتجاوز الكهرباء العقدة الأذينية البطينية، ما يتسبب في ضربات القلب بشكل أسرع من المعتاد. عادة ما يكون سبب عدم انتظام ضربات القلب، البؤرة خارج الرحم، بالقرب من العقدة الأذينية البطينية في مثلث كوخ (مثلث خشن مع نقاط في الجيوب التاجية، وتر تودارو، والصمام ثلاثي الشرف).
قد يعاني مرضى جراحة القلب من تسرع القلب المعقد الضيق المتسارع، عادةً في غضون 24-48 ساعة الأولى (ولكن أحيانًا أطول) بعد الجراحة. قد يكون هناك تفكك في الأذين البطيني مع إشارات بطينية أكثر من الإشارات الأذينية. يُعتقد أن سبب JET يرجع إلى التلاعب بالأنسجة المحيطة بالعقدة الأذينية البطينية أثناء الجراحة، ومع ذلك هناك جدل حول السبب الدقيق، حيث يظهر بعد الإجراءات حتى بدون معالجة كبيرة في هذه المنطقة.
يمكن أن تظهر الأعراض الشبيهة بـ JET أيضًا خلقيًا وفي الأشهر الستة الأولى من الحياة. هذه المتلازمة، التي قد يشار إليها أيضًا باسم تسرع القلب الحزمي، تقاوم العلاج ويمكن أن يكون من الصعب علاجها.

## التشخيص
يشخص JET الأكثر شيوعًا باستخدام مخطط كهربية القلب. عادة ما يكون المظهر عبارة عن عدم انتظام دقات القلب مع معدلات بطينية سريعة ومنتظمة تتراوح بين 170 و260 نبضة في الدقيقة. عادةً ما تكون مجمعات QRS ضيقة، ولكنها قد تكون واسعة في حالة وجود كتلة فرع الحزمة. قد تكون هناك علاقة 1:1 بين الأذينين والنشاط البطيني مع فترة RP قصيرة، أو انفصال أذيني بطيني مع أذيني أبطأ من معدلات البطين إذا كانت العقدة الأذينية البطينية غير قادرة على التوصيل من البطينين إلى الأذينين.
يتضمن التشخيص التفريقي لـ JET أشكالًا أخرى من تسرع القلب فوق البطيني، والأكثر شيوعًا تسرع القلب الأذيني البطيني العكسي (AVNRT). يمكن تمييزها باستخدام الأدينوزين. الاستجابة للأدينوزين في JET هي فقدان مؤقت للتوصيل إلى الأذين مما يؤدي إلى استمرار تسرع القلب ولكن مع التفكك الأذيني البطيني. في المقابل، فإن إعطاء الأدينوزين في AVNRT سينهي عادة عدم انتظام ضربات القلب. يمكن إثبات التشخيص بشكل قاطع من خلال إجراء دراسة الفيزيولوجيا الكهربية الغازية.